# Альтглиникке
Альтглиникке (нем. Altglienicke) — район Берлина в округе Трептов-Кёпеник. До 2001 года входил в округ Трептов.

## История
Первое упоминание о деревне Глиник (нем. Glinik) относится к 1375 году. С 1961 по 1990 годы через Альтглиникке (Восточный Берлин) и Рудов (Западный Берлин) проходила Берлинская стена.

## Положение
Район Альтглиникке расположен в юго-западной части округа Берлина Трептов-Кёпеник. Он граничит с Рудов (Нойкёльн), Йоханнисталем, Адлерсхофом, Грюнау, Бонсдорфом и муниципалитетом Шёнефельд округа Бранденбурга Даме-Шпревальд.

## Культура
На пересечении улиц Семельвейштрассе (нем. Semmelweisstraße) и Копёникер (нем. Köpenicker Straße) располагается церковь.

## Транспорт
Помимо автобусов, Альтглиникке обслуживается станциями городской электрички Альтглиникке и Грюнбергале линий S45 и S9. Рядом с районом расположены аэропорт Шёнефельд и одноимённая железнодорожная станция.
С 1909 по 1992 годы от церкви через Альтглиникский мост проходила трамвайная линия к железнодорожной станции Фридрихсхаген.